# 국기

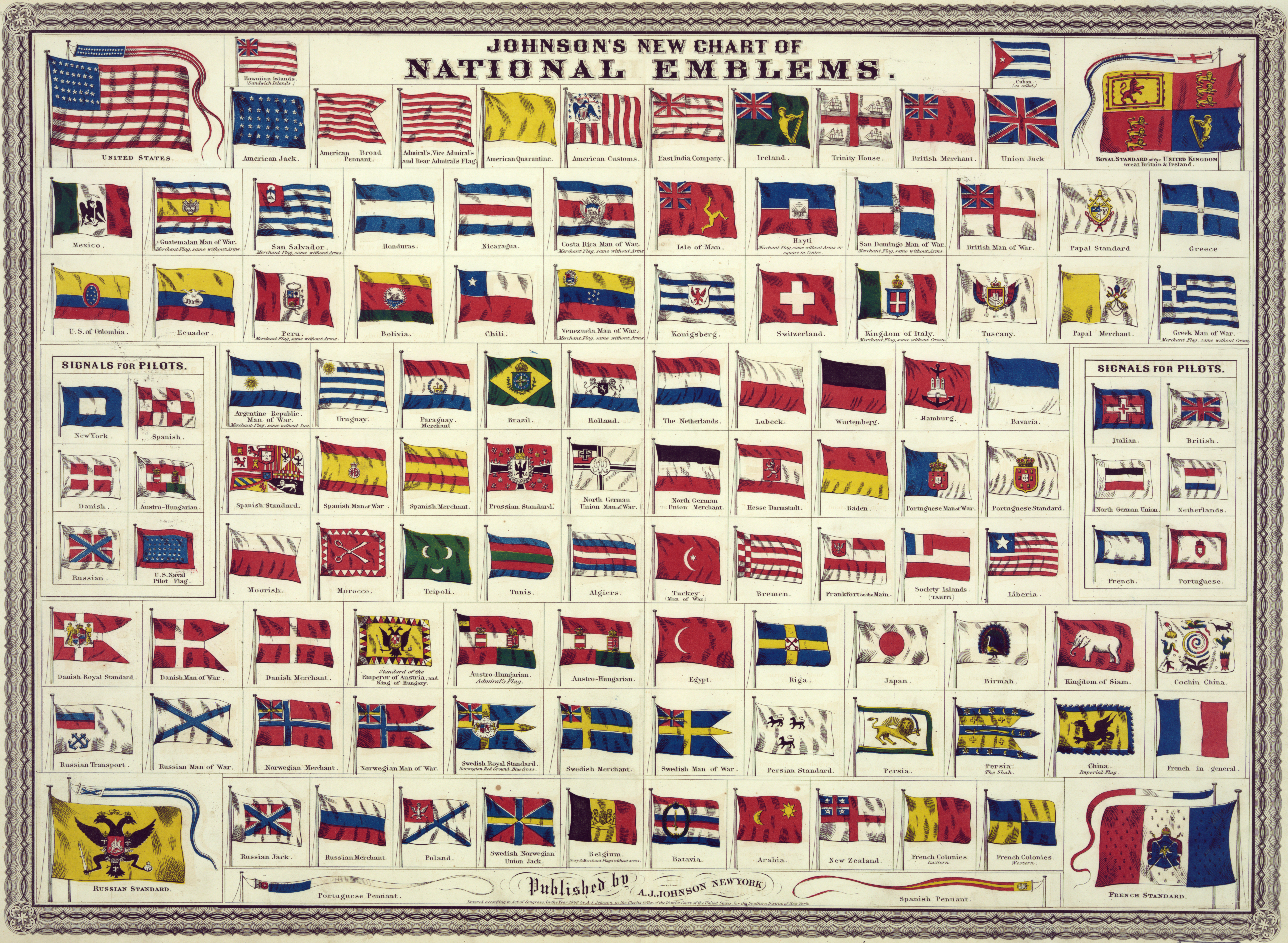
존슨의 새로운 국가 엠블럼 차트, 1868년에 출판되었다. 코너에 보이는 대형 깃발은 미국의 37성기(1867~1877년)와 영국의 왕립표준, 러시아 제국표준, 프랑스 삼색기 등이 있다. 배들이 날리는 여러 가지 다른 깃발들이 보인다. 쿠바의 국기는 "쿠반"이라고 불린다. 중국 국기에 그려진 중국 용은 서양 용으로 잘못 그려졌다.

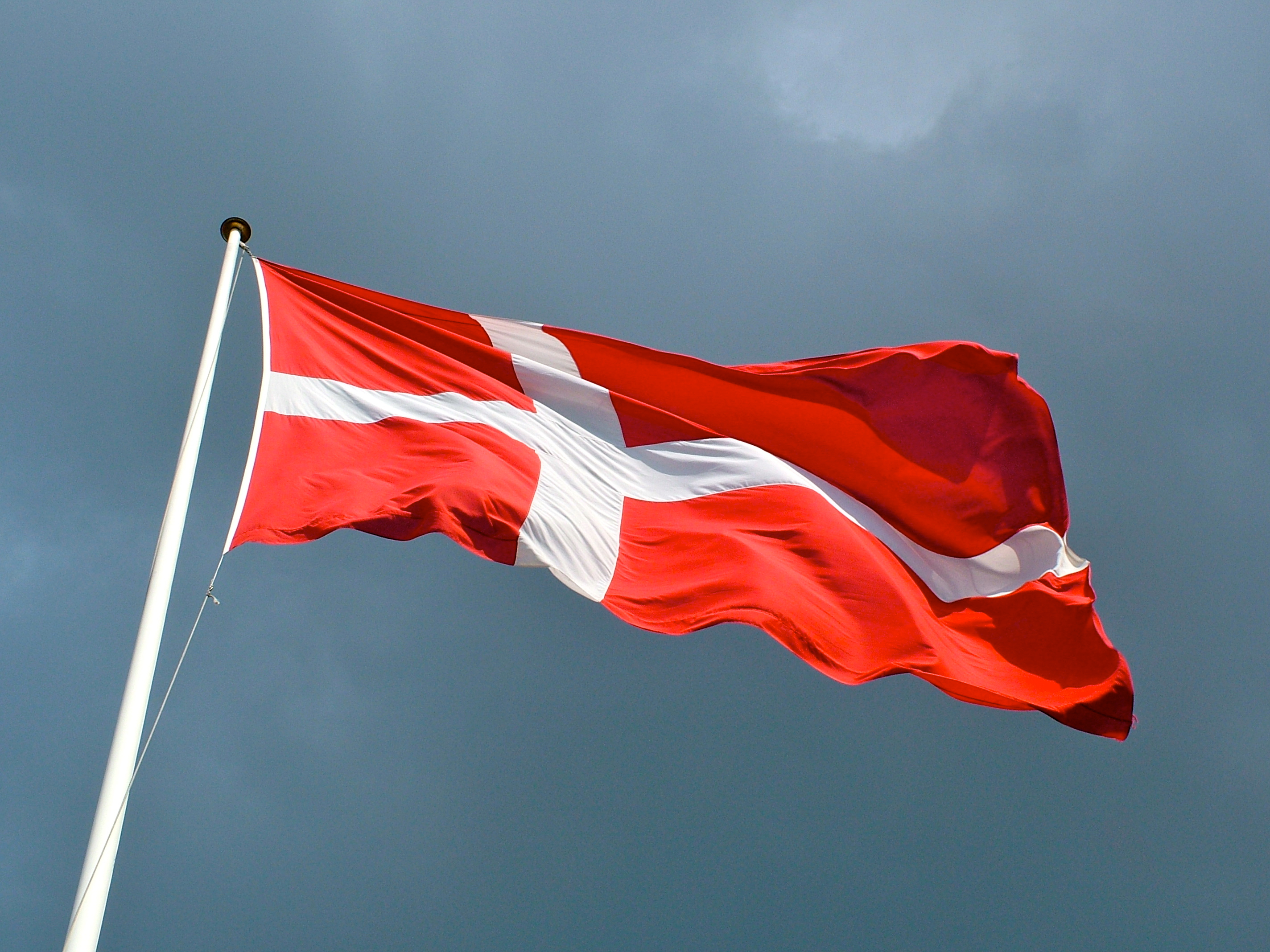
덴마크의 국기는 현재까지도 쓰이고 있는 가장 오래된 국기이다.

국기(國旗)는 한 나라를 상징하는 기이다. 한 나라의 정부에 의해 사용되지만 보통 시민들에 의해 사용될 수도 있다. 국기는 일반적으로 색채와 상징에 특정한 의미를 부여하여 디자인되며 국가의 상징으로 별도로 사용될 수도 있다. 국기의 디자인은 때때로 중요한 역사적 사건이 발생한 후에 바뀐다.

## 역사
국기는 역사적으로 전쟁터에서 나온 군인들이 소속 군대를 나타내기 위하여 사용된 군기에서 기원한다. 군사적인 의미에서 벗어나 소속 국가를 나타내기 위해 기를 게양하는 습관은 17세기 초반에 선박의 소속을 나타내기 위한 상선기가 등장하면서 시작되었다. 1606년에는 잉글랜드의 제임스 1세(스코틀랜드의 제임스 6세) 국왕이 왕령에 따라 잉글랜드와 스코틀랜드의 국기를 결합한 상선기인 유니언 잭을 제정했다. 이 기는 1801년에 아일랜드의 국기를 결합한 영국의 국기로 이어지게 된다.
18세기 말부터 각국의 민족주의 의식이 높아지면서 국민들 사이에서도 국기를 게양하는 것이 일반화되었다. 특히 미국의 국기는 미국 독립 전쟁 시기인 1777년에 처음 등장했는데 영국으로부터 독립을 선언하던 당시에 미국을 형성하고 있던 주의 수인 13개의 별을 합친 성조기가 미국을 상징하는 기로 게양되었다. 프랑스 혁명 이후에 프랑스의 국기가 된 삼색기(트리콜로르)는 1790년대에 프랑스 제1공화정의 상징이 되었다.
많은 유럽 국가들은 중세 시대에 사용된 군기를 바탕으로 19세기 중반부터 20세기 초까지 국기를 제정했다. 예를 들어 스웨덴의 국기는 1906년에 채택됐지만 전설에서 기원은 13세기로 거슬러 올라간다. 스위스의 국기는 1889년에 제정되었지만 중세 시대에 사용된 군기에서 기원했다. 유럽 이외의 국가들도 19세기 후반에 국기를 정했다.

## 육지에서 사용되는 기
육지에서 사용되는 기는 민간기(FIAV 기호 ), 정부기(FIAV 기호 ), 군기(FIAV 기호 ) 3종류로 나뉜다. 정부기는 정부 기관에 의해 공공 기관에만 게양되는 기이고 민간기는 정부와 무관한 일반 시민도 사용할 수 있는 기이다. 군기는 육군, 공군 등 군사 기관에 의해 사용되는 기다.
실제로는 적지 않은 나라(예를 들면 미국이나 영국)는 이 세 가지를 구별하지 않고 같은 디자인을 가진 기를 사용하고 있다. 국기(FIAV 기호 )는 이 세 가지를 구별하지 않고 부를 때 사용된다. 그러나 많은 나라들, 특히 라틴 아메리카 국가에서는 민간기와 정부기가 엄밀히 구분되어 있기도 하다. 대부분의 경우 민간기의 디자인은 정부기에서 문장을 제거하는 등 단순화된 것인데 독일, 스페인, 세르비아, 베네수엘라 등이 이에 해당한다. 예를 들어 스페인의 국기에서 정부기, 군용기에는 스페인의 국장이 그려져 있다.
그러나 정부기와 군기를 구별하는 나라는 드물다. 중국, 타이완, 일본은 이 몇 안 되는 예외다. 북유럽 국가에서는 국기 오른쪽에 삼각형 모양을 띤 칼집이 들어간 깃발(스월로 테일로 불린다)이 군기나 해군기로 사용되고 있다. 필리핀은 전쟁 상태일 때에 국기의 빨간색 줄무늬가 위쪽에 오도록 게양한다.

## 바다에서 사용되는 기
바다에서 선적을 나타내기 위한 기는 선수기(Jack)와 소속을 나타내는 선기(Ensign)가 있다. 선기는 육지에서 사용되는 국기와 마찬가지로 3종류로 나뉘는데 민간 상선에 내걸리는 상선기(Civil ensign, FIAV 기호 ), 공공 기관에 소속된 선박에 내걸리는 정부선기(관선기, State ensigns 또는 Government ensigns, FIAV 기호 ), 해군에 소속된 군함에 내걸리는 군함기(해군기, War ensigns, FIAV 기호 )가 이에 해당한다.

## 디자인
근현대에 이르러 유럽의 문화에 따른 영향으로 인하여 국제적으로 국기의 디자인에 대한 통일된 표준이 등장했다. 그러나 자국의 전통 문화 외에도 많은 외부 요소가 국기의 디자인에 영향을 미치기도 한다. 이처럼 국기의 디자인에 영향을 미치는 이유는 크게 종주국·모국의 문화에 대한 영향, 상호 인식·영향력 있는 외국 문화의 영향, 자국의 옛 정권에 따른 영향, 국제·유럽·같은 문화권의 이해에 따른 색채 해석의 영향으로 분류된다.

## 국기에 관한 법률
국기를 국기법으로 규정하는 국가가 있다. 다음의 국기는 국기법으로 규정되어 있다.
- 대한민국의 국기
- 조선민주주의인민공화국의 국기
- 일본의 국기
- 중화인민공화국의 국기
- 중화민국의 국기
- 영국의 국기
- 미국의 국기
- 독일의 국기
- 러시아의 국기
- 이탈리아의 국기
- 프랑스의 국기
- 스위스의 국기
- 스페인의 국기
- 태국의 국기
- 브라질의 국기
- 오스트레일리아의 국기
- 남아프리카 공화국의 국기
- 캐나다의 국기
- 몽골의 국기
- 베트남의 국기
- 라오스의 국기
- 캄보디아의 국기
- 미얀마의 국기
- 스웨덴의 국기
- 핀란드의 국기
- 덴마크의 국기
- 노르웨이의 국기
- 아이슬란드의 국기
- 알바니아의 국기
- 불가리아의 국기
- 오스트리아의 국기
- 헝가리의 국기
- 체코의 국기
- 슬로바키아의 국기
- 세르비아의 국기
- 크로아티아의 국기
- 보스니아 헤르체고비나의 국기
- 루마니아의 국기
- 몬테네그로의 국기
- 슬로베니아의 국기
- 콩고 공화국의 국기
- 조지아의 국기
- 아제르바이잔의 국기
- 아르메니아의 국기
- 카자흐스탄의 국기
- 키르기스스탄의 국기
- 타지키스탄의 국기
- 투르크메니스탄의 국기
- 우즈베키스탄의 국기
- 몰도바의 국기
- 리투아니아의 국기
- 라트비아의 국기
- 에스토니아의 국기
- 우크라이나의 국기
- 벨라루스의 국기
- 이스라엘의 국기
- 팔레스타인의 국기
- 이라크의 국기
- 시리아의 국기
- 레바논의 국기

## 같이 보기

### 일반 주제
- 깃발 목록
- 군기
- 깃발
- 정부기
- 민간기
- 상선기
- 선기
- 왕기
- 군함기
- 이색기
- 삼색기

### 국가 관련 주제
- 국장
- 국가